# Pöykäri fornborg
Pöykäri fornborg (finska: Pöykärin linnamäki) är en fornborg från järnåldern i byn Tallnäs i Karislojo i det finländska landskapet Nyland. Fornborgen ligger 4,5 kilometer sydsydost om Karislojo kyrka, i den innersta delen av viken Hauravesi i Lojo sjö. Från borgen är det 200 meter till sjöns strand och 150 meter till diket Hotopohjanoja, som mynnar ut i viken.

## Fornborgen

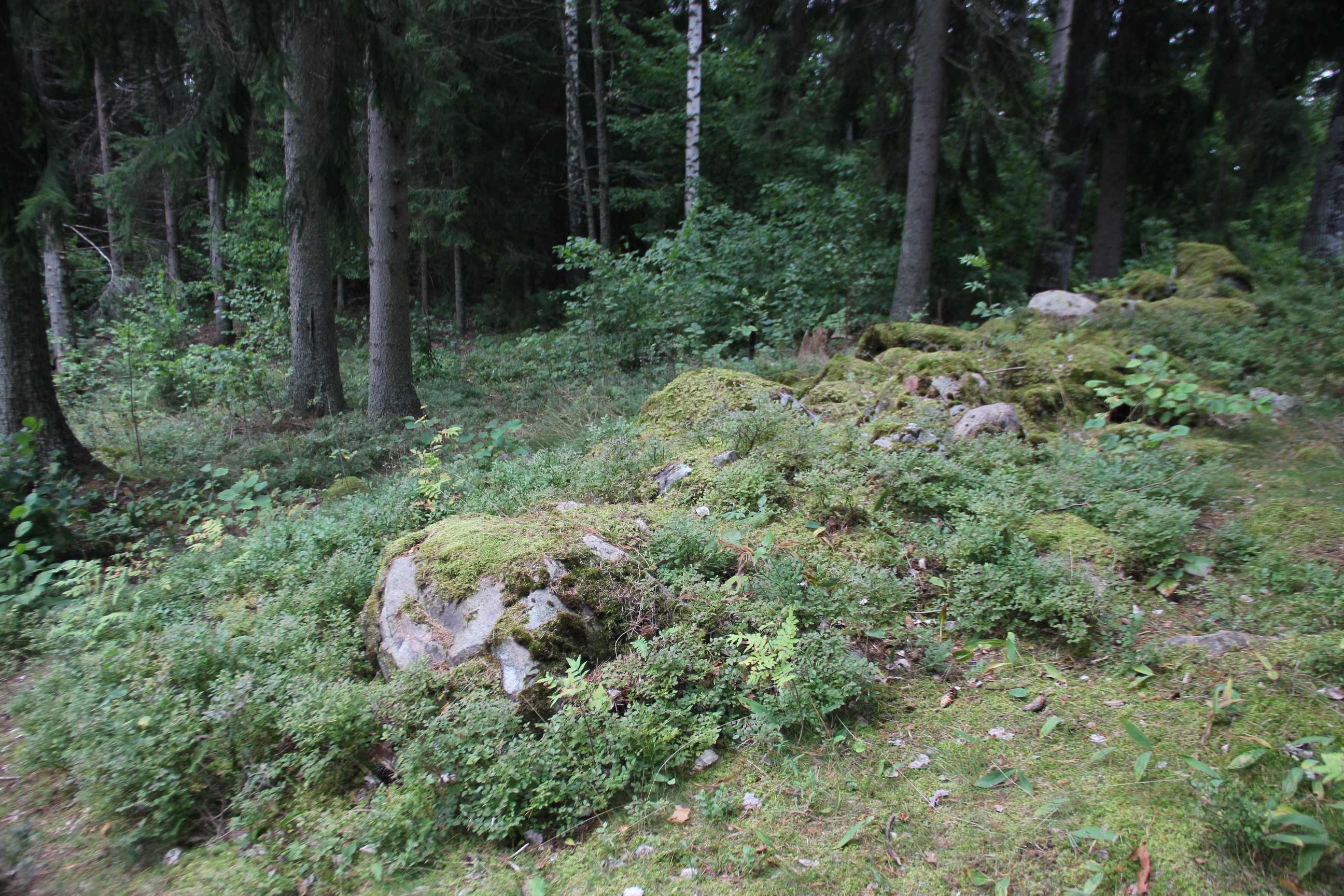
Fornborgens raserade stenmur.

Kullen är belägen mitt i ett öppet fält- och myrlandskap, och dess topp reser sig över 25 meter högre än omgivningen. Kring kullens krön löper en stenmur på dess norra och östra sida. I mitten är muren 2,5–4,0 meter bred och en meter hög. Den är ungefär 80 meter lång, men i kanterna blir murens struktur mer otydlig. I nordväst finns ytterligare en kort, tre meter lång mur belägen mellan två klippor. Den långa muren har två öppningar, båda två meter breda, som anses vara borgens portar. De ligger i den östra och nordöstra delen av muren. Murarna och klippan omgärdar borggården, som mäter 70×45 meter.

## Undersökningar
Pöykäri fornborg har undersökts översiktligt under åren 1879 (J. Wefvar), 1937 (V. Maajoki), 1992 (Hannu Kotivuori) och 1997 (Kaarlo Katiskoski). Den har även studerats av Hjalmar Appelgren, men tidpunkten för hans besök är okänd. Fornborgen har inte undersökts genom arkeologiska utgrävningar.
Cirka 350 meter nordväst om fornborgen ligger kullen Lammashaanmäki, där terrassliknande röjningar och terrasserade partier har observerats i sydöstra skogssluttningen. Dessa kan ha en koppling till bosättningen under fornborgens tid.

## Vården
På Pöykäri fornborg genomfördes en grundlig röjning åren 1991–1993, då bland annat träd avlägsnades från kullens krön, dess sydsluttningar och i närheten av vallarna. Det ursprungliga syftet med vården av platsen är att säkerställa bevarandet av fornlämningen och att göra den till en turistattraktion. År 2004 röjdes några särskilt brådskande områden på kullen, och röjningen fortsatte senare genom arbetsinsatser av hembygdsföreningen. Vid vägkanten har en informationsskylt satts upp.

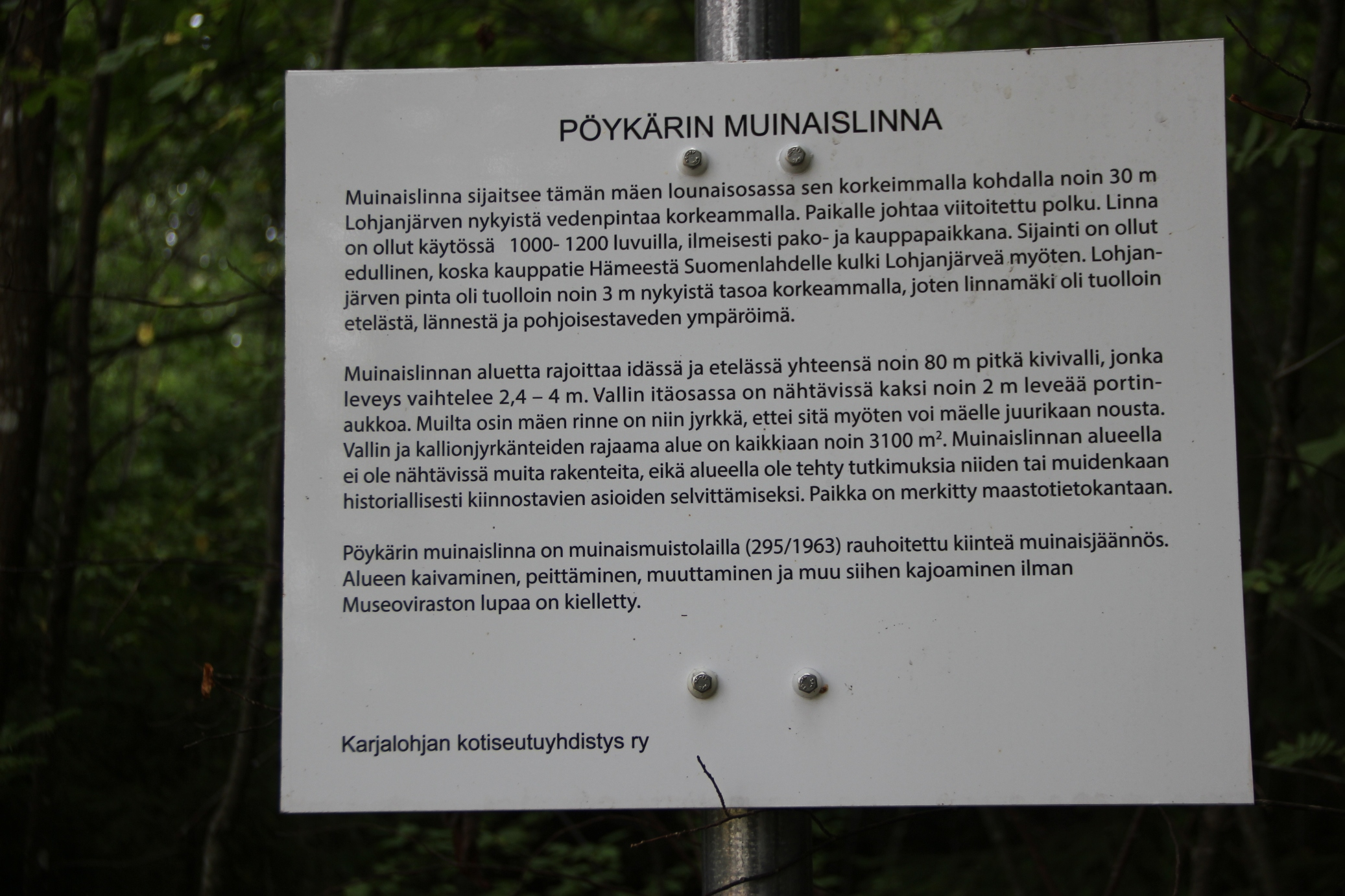
Informationsskylt på finska på fornborgen.

Tillträde till Linnanmäki sker från vägen Niemeläntie, ungefär tjugo meter före vägen Linnanmäentie. År 2015 fortsatte Karislojo hembygdsförening vården av platsen.